# ماريا بيلار سوردو
ماريا ديل بيلار سوردو مارتينيز (بالإنجليزية: María del Pilar Sordo Martínez)‏ (من مواليد 22 أكتوبر 1965) هي عالمة نفسية وكاتبة عمود ومحاضرة وكاتبة تشيلية. تدور كتبها حول البحث في العلاقات الشخصية، وهي مكتوبة بأسلوب يصنف أحيانًا على أنه تنمية شخصية.

## روابط خارجية
- الموقع الرسمي
 باللغة الإسبانية
- مؤسسة CáncerVida باللغة الإسبانية